# Йодатна кислота
Йода́тна кислота́ — неорганічна сполука, кислота складу HIO3. Безводна речовина є безбарвними ромбічними кристалами із гіркувато-кислим присмаком. У розчині йодатна кислота проявляє сильні окисні властивості. 
Кислота утворює ряд солей — йодатів.

## Отримання
Йодатну кислоту синтезують шляхом окиснення йоду — для цього найчастіше застосовують концентровану нітратну кислоту, пероксид водню, сполуки хлору:
{\displaystyle \mathrm {3I_{2}+10HNO_{3}{\xrightarrow {70-80^{o}C}}\ 6HIO_{3}+10NO+2H_{2}O} }
{\displaystyle \mathrm {I_{2}+5H_{2}O_{2}{\xrightarrow {70^{o}C}}\ 2HIO_{3}+4H_{2}O} }
{\displaystyle \mathrm {I_{2}+2HClO_{3}{\xrightarrow {t}}\ 2HIO_{3}+2HI} }
Альтернативним методом є виділення кислоти з її солей, йодатів, при взаємодії з концентрованою сульфатною кислотою:
{\displaystyle \mathrm {NaIO_{3}+H_{2}SO_{4}{\xrightarrow {t}}\ 2HIO_{3}+Na_{2}SO_{4}} }

## Хімічні властивості
Вже за температури близько 110 °C йодатна кислота починає розкладатися та утворювати змішану ангідройодатну кислоту HIO3·I2O5 (або HI3O8). При нагріванні понад 200 °C відбувається повне розкладання:
{\displaystyle \mathrm {3HIO_{3}{\xrightarrow {110^{o}C}}\ HIO_{3}\cdot I_{2}O_{5}+H_{2}O} }
{\displaystyle \mathrm {2HIO_{3}{\xrightarrow {>200^{o}C}}\ I_{2}O_{5}+H_{2}O} }
Йодатна кислота проявляє сильні кислотні властивості, легко взаємодіє із лугами:
{\displaystyle \mathrm {HIO_{3}+NaOH\longrightarrow NaIO_{3}+H_{2}O} }
Проявляючи окисні властивості, йодатна кислота взаємодіє з галогенідними кислотами із утворенням вільних галогенів, із сульфітами, солями заліза(II) тощо:
{\displaystyle \mathrm {HIO_{3}+5HI_{(conc.)}\longrightarrow 3I_{2}+H_{2}O} }
{\displaystyle \mathrm {2HIO_{3(conc.)}+10HCl_{(conc.)}\longrightarrow I_{2}+5Cl_{2}+6H_{2}O} }
{\displaystyle \mathrm {2HIO_{3}+5Na_{2}SO_{3}\longrightarrow I_{2}+5Na_{2}SO_{4}+H_{2}O} }
{\displaystyle \mathrm {2HIO_{3}+10FeSO_{4}+5H_{2}SO_{4}\longrightarrow I_{2}+5Fe_{2}(SO_{4})_{3}+6H_{2}O} }